# Wantang
Wantang är en ort i Kina. Den ligger i provinsen Hunan, i den södra delen av landet, omkring 290 kilometer sydväst om provinshuvudstaden Changsha.
Runt Wantang är det ganska tätbefolkat, med 207 invånare per kvadratkilometer. Närmaste större samhälle är Baisha, 17,5 km öster om Wantang. I omgivningarna runt Wantang växer huvudsakligen savannskog.
Genomsnittlig årsnederbörd är 1 833 millimeter. Den regnigaste månaden är maj, med i genomsnitt 273 mm nederbörd, och den torraste är oktober, med 56 mm nederbörd.